# Drijber (familie)
Drijber is een Nederlandse familie.
Als stamvader geldt de zeventiende-eeuwse Jan van Drijberde, die wordt vermeld in de haardstedenregisters van het Drentse Lhee. Vermoedelijk liggen de wortels van de familie in, of in de omgeving van, Drijber. Van oorsprong waren de Drijbers landbouwers, vanaf de negentiende eeuw waren leden van de familie ook actief in de gemeentelijke politiek.

## Bekende leden
- Grietje Berends Drijber (1781-1826), vrouw van Stephanus Jacobus van Royen;
- Sikke Berends Drijber (1784-1862), adjunct-directeur van de Maatschappij van Weldadigheid;
- Lukas Drijber (1832-1875), burgemeester;
- Sikko Berent Drijber O.O.N. (1849-1936), burgemeester;
- Sipko Drijber G.O.O., G.N.L. (1859-1942), militair;
- Koos Drijber O.O.N. (1862-1953), burgemeester;
- Job Drijber O.O.N., R.N.L. (1924-2016), burgemeester;
- Evert Constantijn Drijber (1969-2005), jurist.